# Agnès de Merània
Agnès de Merània (v 1172 - 1201), reina consort de França (1196-1200).

## Orígens familiars
Filla del duc Bertold IV de Merània i la seva esposa Agnès de Rochlitz. Fou germana del també duc Otó I de Merània i la seva germana Gertrud de Merània es casà amb Andreu II d'Hongria.

## Núpcies i descendents
Es casà el 7 de maig de 1196 amb el rei Felip II de França, el qual havia repudiat la seva segona dona Ingeborg de Dinamarca l'any 1193. Del matrimoni en nasqueren dos fills:
- la princesa Maria de França (1198-1224),[4] casada el 1213 amb Enric I de Brabant
- el príncep Felip de França (1200-1234),[4] comte de Mortain i Aumale

## El problema matrimonial
El 1193 Felip II August s'havia casat, en segons núpcies, amb la princesa Ingeborg de Dinamarca. La mateixa nit de noces patí una aversió total vers a la seva nova esposa per la qual cosa la repudià. Felip II intentà, infructuosament, aconseguí l'anul·lació del seu matrimoni adduint la no consumació d'aquest, però el Papa Innocenci III no l'acceptà.
El 1196 veient que la seva successió perillava, ja que només tenia un únic fill del seu primer matrimoni, va contraure novament matrimoni. Immediatament Innocenci III dictà un interdicte contra França el 1199 i declarà invàlid aquest casament. Reclamà a Felip II que repudiés aquesta nova esposa i tornés amb la seva esposa legal. Davant l'interdicte i amenaçat d'excomunió Felip II repudià Agnès el 1200 i permeté la tornada d'Ingeborg a la cort francesa.
Agnès de Merània es retirà al castell de Poissy on morí de pena el juliol de 1201, sent enterrada a l'església de Sant Correntí prop de Nantes.